# Сизов Геннадій Федорович
Геннадій Федорович Сизов (23 січня (5 лютого) 1903 , Жиліно (Красносельський район), Костромська губернія  — 14 грудня 1991 , Москва ) — радянський партійний і державний діяч, голова Курганського облвиконкому, 1-й секретар Курганського обласного комітету КПРС, голова Центральної Ревізійної комісії КПРС (1966—1986). Член Центральної Ревізійної комісії КПРС у 1966—1989 роках. Кандидат у члени ЦК КПРС у 1956—1964 роках. Член ЦК КПРС у 1964—1966 роках. Депутат Верховної Ради Російської РФСР 4-го скликання. Депутат Верховної Ради СРСР 5—11-го скликань.

## Життєпис
Народився в селянській родині в селі Жиліно Грідинської волості Костромського повіту Костромської губернії, тепер Красносельського району Костромської області, Російська Федерація. 
До 1922 року працював у господарстві батька.
У 1922—1925 роках — слухач робітничого факультету в місті Костромі.
У 1925—1926 роках служив у Робітничо-селянській Червоній армії.
Член ВКП(б) з 1926 року.
У 1926—1930 роках — студент зоотехнічного факультету Московської сільськогосподарської академії імені Тімірязєва.
У 1930—1933 роках — завідувач факультету, директор Московського інституту молочного скотарства.
У 1933 році мобілізований ЦК ВКП(б) на курси директорів радгоспів та направлений на відповідальну роботу до Західно-Сибірського краю.
У 1933—1941 роках — директор тваринницького радгоспу Західно-Сибірського краю, начальник відділу тресту радгоспів, начальник групи молочних радгоспів, заступник начальника управління радгоспів, директор тресту тваринницьких радгоспів Новосибірської області, заступник завідувача сільськогосподарського відділу Новосибірського обласного комітету ВКП(б), начальник Новосибірського обласного земельного відділу.
З 10 липня 1941 по 1947 рік служив у Червоній армії, учасник німецько-радянської війни. Воював на Волховському фронті. Поранений і контужений 22 травня 1942 року в районі Малого Бору. Після одужання служив старшим помічником начальника відділу зв'язку штабу 6-го гвардійського стрілецького корпусу Південно-Західного, 3-го Українського фронтів, а після закінчення війни в Південній групі військ. Закінчив військову службу в 1947 році на посаді старшого помічника начальника зв'язку 6-го стрілецького гвардійського корпусу.
У 1947—1949 роках — директор Челябінського обласного тресту молочних радгоспів. У 1949—1951 роках — директор Курганського обласного тресту зернових і тваринницьких радгоспів.
У 1951—1952 роках — завідувач сільськогосподарського відділу Курганського обласного комітету ВКП(б).
У квітні 1952 — березні 1954 року — 2-й секретар Курганського обласного комітету КПРС.
У березні 1954 — березні 1955 року — голова виконавчого комітету Курганської обласної ради депутатів трудящих.
2 квітня 1955 — січень 1963 року — 1-й секретар Курганського обласного комітету КПРС. 11 січня 1963 — 22 грудня 1964 року — 1-й секретар Курганського сільського обласного комітету КПРС. 22 грудня 1964 — 14 квітня 1966 року — 1-й секретар Курганського обласного комітету КПРС.
8 квітня 1966 — 25 лютого 1986 року — голова Центральної Ревізійної комісії КПРС. Одночасно 10 квітня 1984 — 25 лютого 1986 року — голова Бюро Центральної Ревізійної комісії КПРС. Також обирався головою Комісії зі встановлення персональних пенсій при Раді міністрів СРСР.
З березня 1986 року — персональний пенсіонер союзного значення в Москві.
Помер 14 грудня 1991 року. Похований в Москві на Троєкуровському цвинтарі.

## Нагороди і звання
- три ордени Леніна (1963, 1983)
- орден Жовтневої Революції (1973)
- два ордени Вітчизняної війни І ст. (7.09.1944, 6.04.1985)
- орден Вітчизняної війни ІІ ст. (29.01.1943)
- три ордени Трудового Червоного Прапора (1957, 1966, 20.01.1978)
- орден Червоної Зірки (3.04.1944)
- медаль «За перемогу над Німеччиною у Великій Вітчизняній війні 1941—1945 рр.»
- медаль «За доблесну працю. В ознаменування 100-річчя з дня народження Володимира Ілліча Леніна» (1970)
- медаль «За освоєння цілинних земель» (1957)
- медаль «20 років перемоги у Великій Вітчизняній війні 1941—1945 рр.» (1965)
- медаль «30 років перемоги у Великій Вітчизняній війні 1941—1945 рр.» (1975)
- медаль «40 років перемоги у Великій Вітчизняній війні 1941—1945 рр.» (1985)
- велика золота медаль ВСГВ СРСР «За успіхи в соціалістичному сільському господарстві» (1955)
- велика золота медаль ВДНГ СРСР «За успіхи в народному господарстві СРСР» (1960)
- медалі
- звання «Почесний громадянин міста Кургану» (21.07.1982)